# Dólico
Dólico (em grego: Δολιχος; romaniz.: Dolichos), nos Jogos Olímpicos da Antiguidade, era a corrida de longa distância, introduzida na décima-quinta olimpíada (720 a.C.).
No estádio de Olímpia, na pista de corrida, havia, ao seu final, um pilar. Os corredores do estádio terminavam sua corrida neste pilar, porém, na décima-quarta olimpíada (724 a.C.) foi introduzido o diaulo, em que os corredores iam até este pilar e o contornavam, voltando à barreira inicial. Na olimpíada seguinte, foi introduzida a corrida de longa distância, o dólico, em que os corredores (dolicódromos; dolichodromi) davam várias voltas, tanto no pilar que ficava no fim, quanto em um pilar colocado no começo.
Nesta corrida, a distância era de 7 a 24 estádios.
Os corredores corriam nus, e seu primeiro vencedor foi Acanto da Lacônia.